# 鸿慈永祜
鸿慈永祜，又称安佑宫，是圆明园四十景之一，是清朝皇帝的祖祠。它占地6150平方米，建于乾隆五年（1940年），位于圆明园西北角，临近紫碧山房、濂溪乐处、日天琳宇等景点。当前仅存遗址。

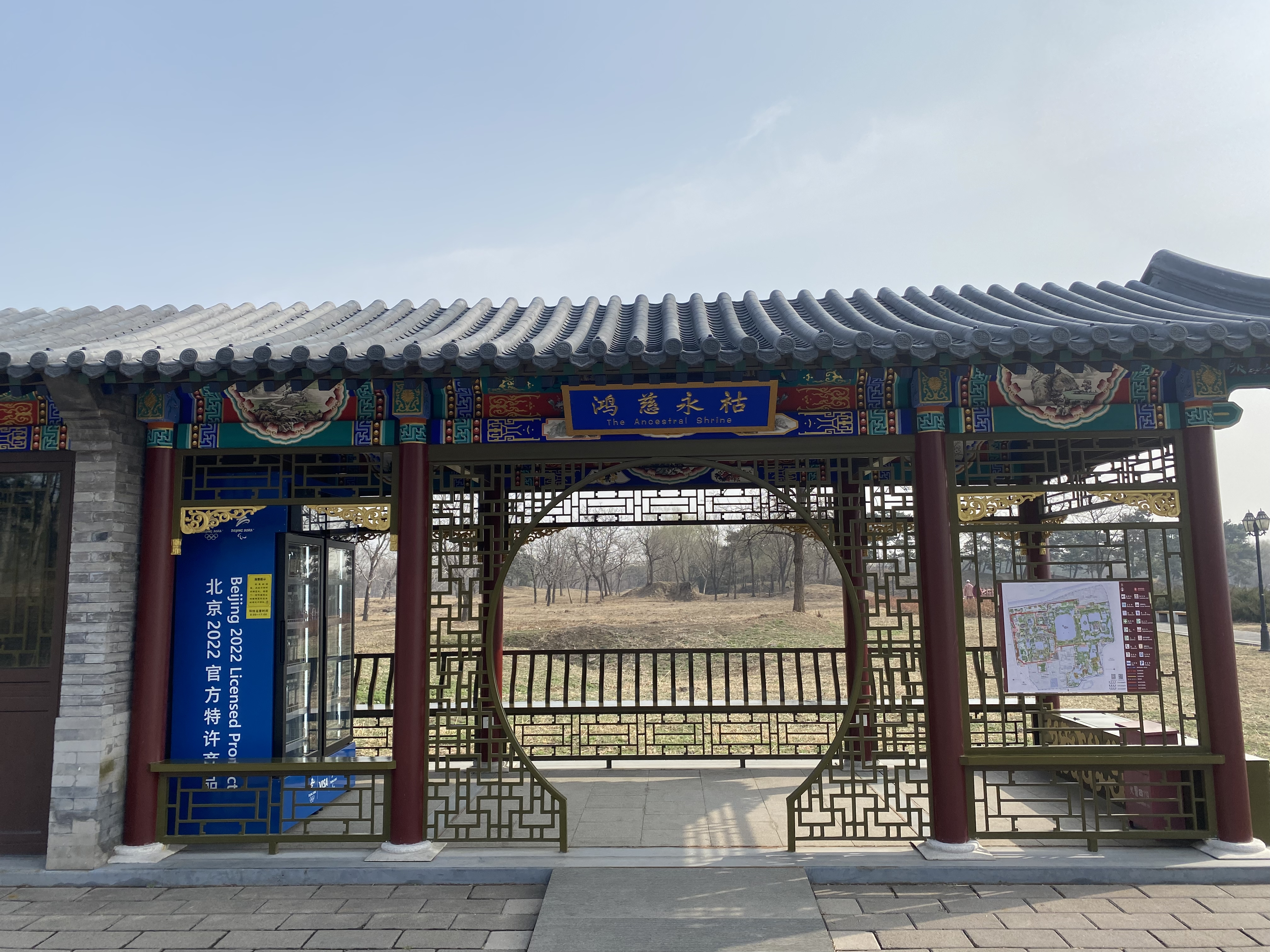
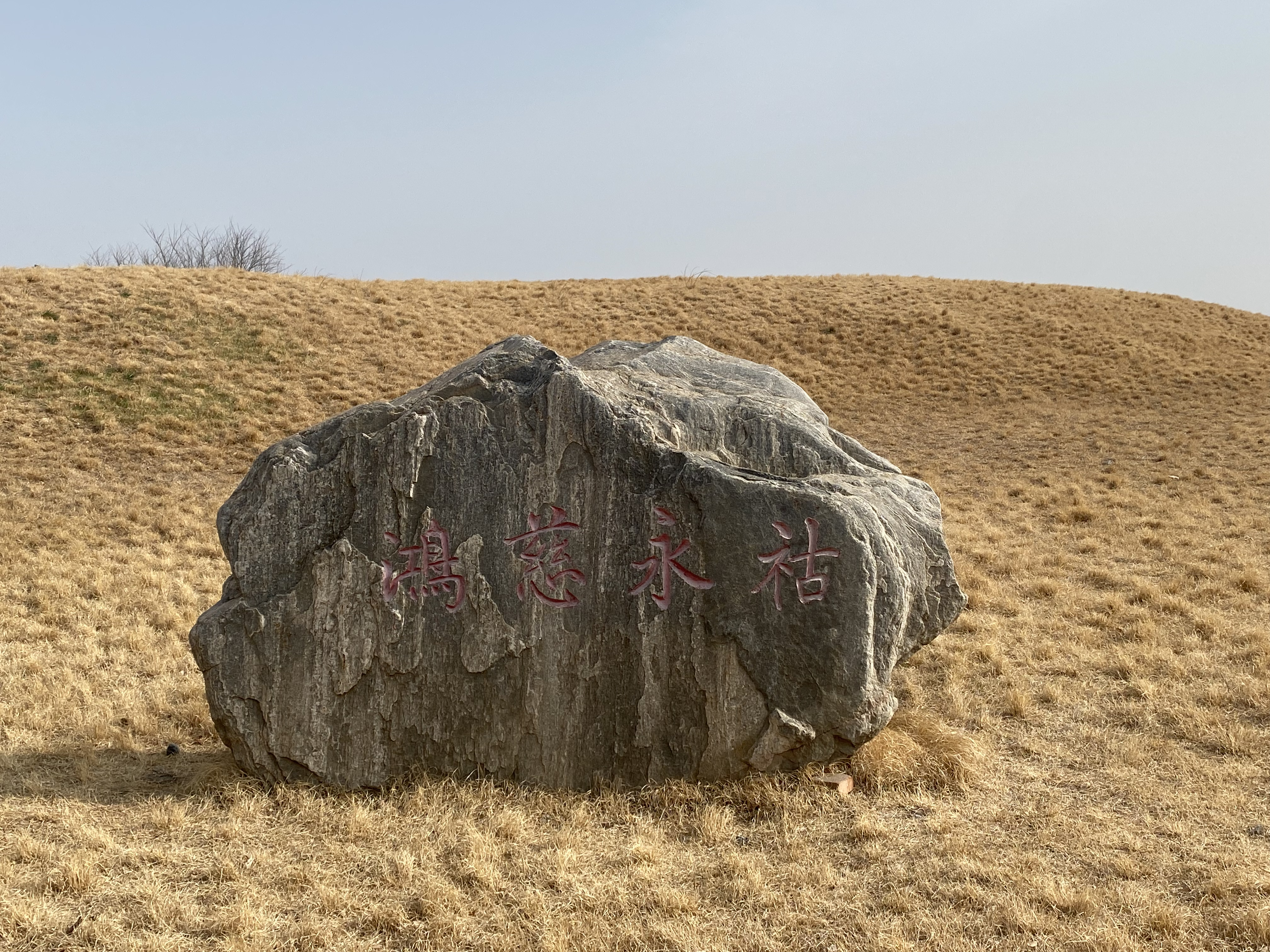
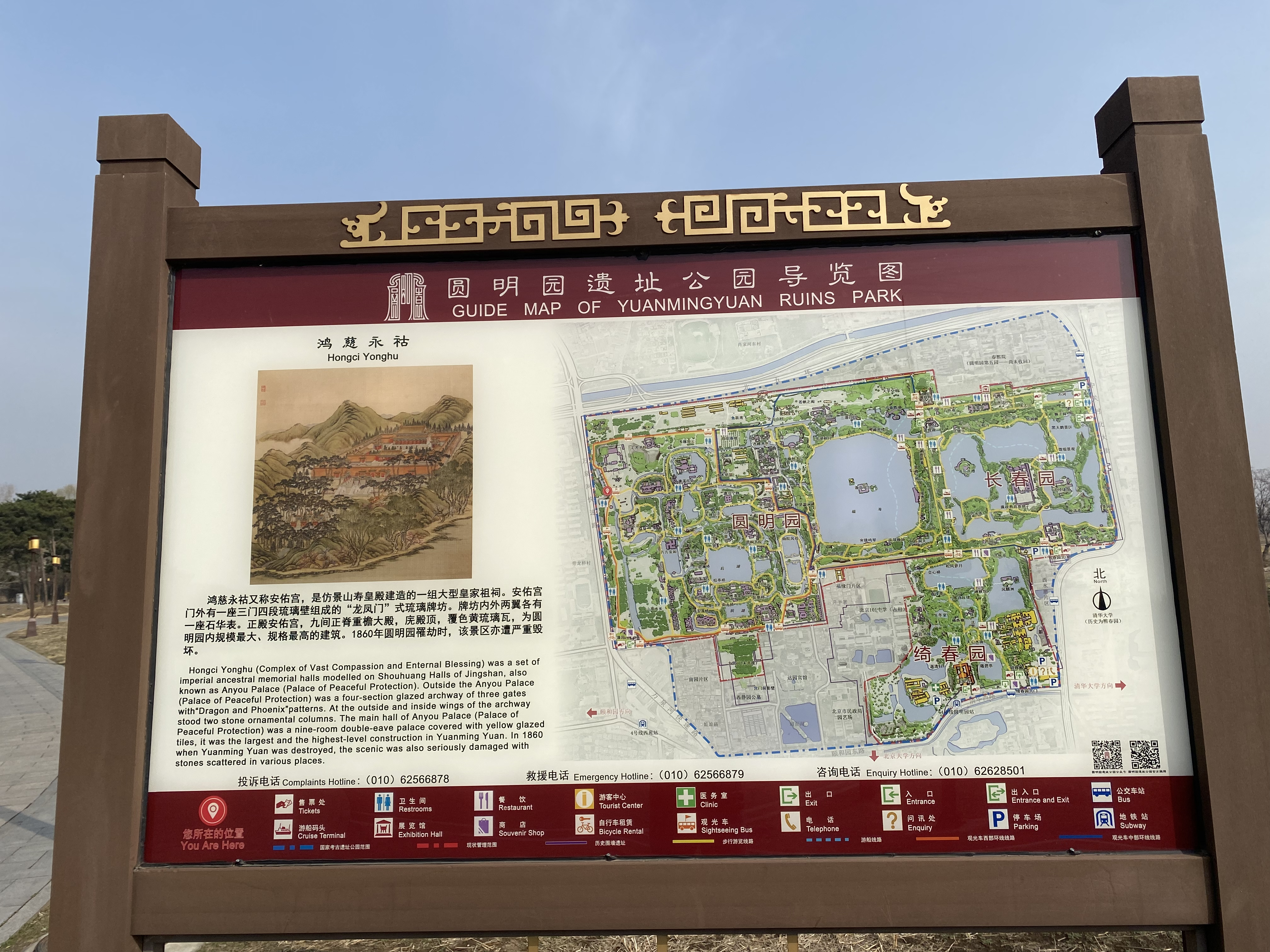
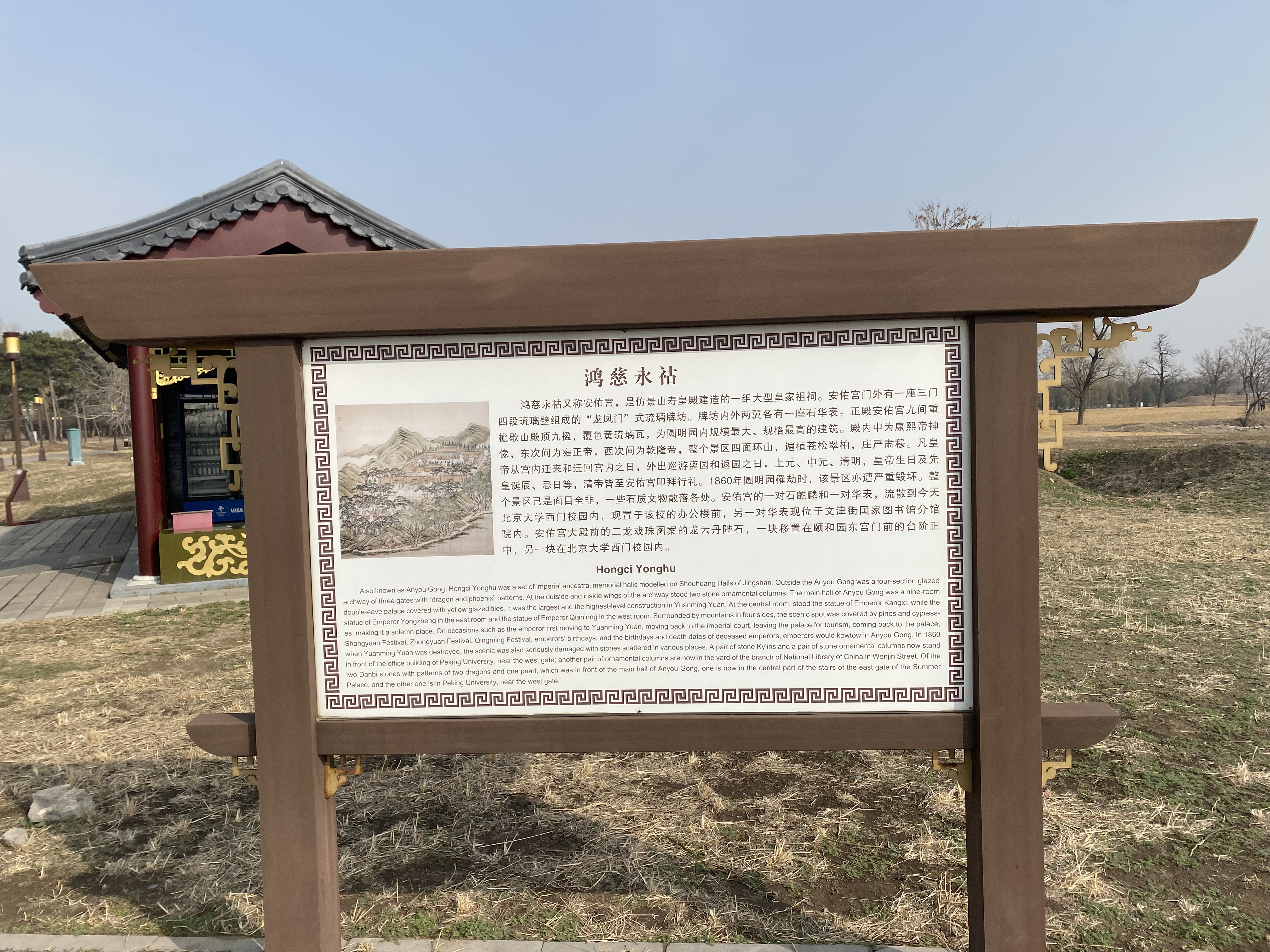
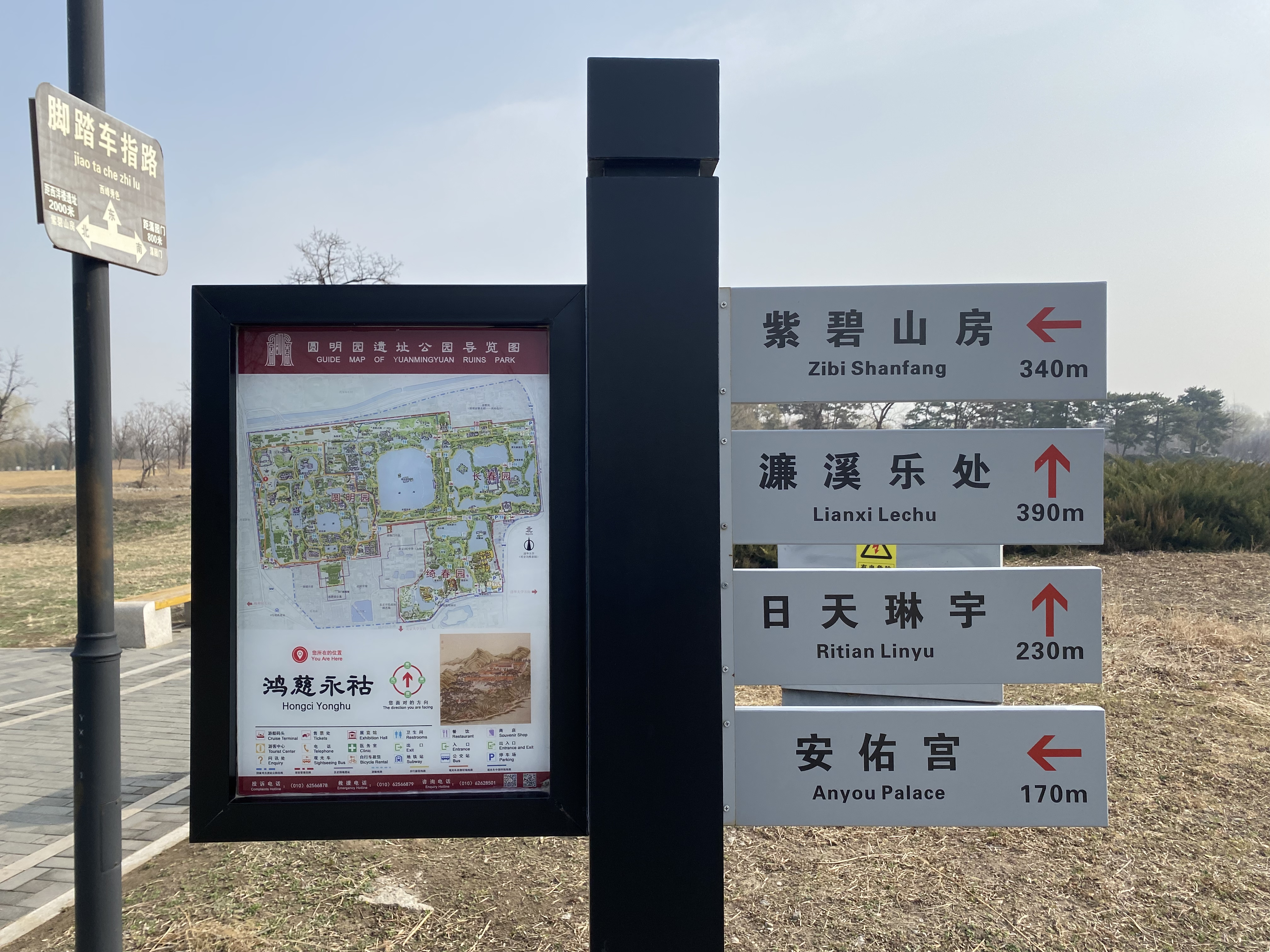
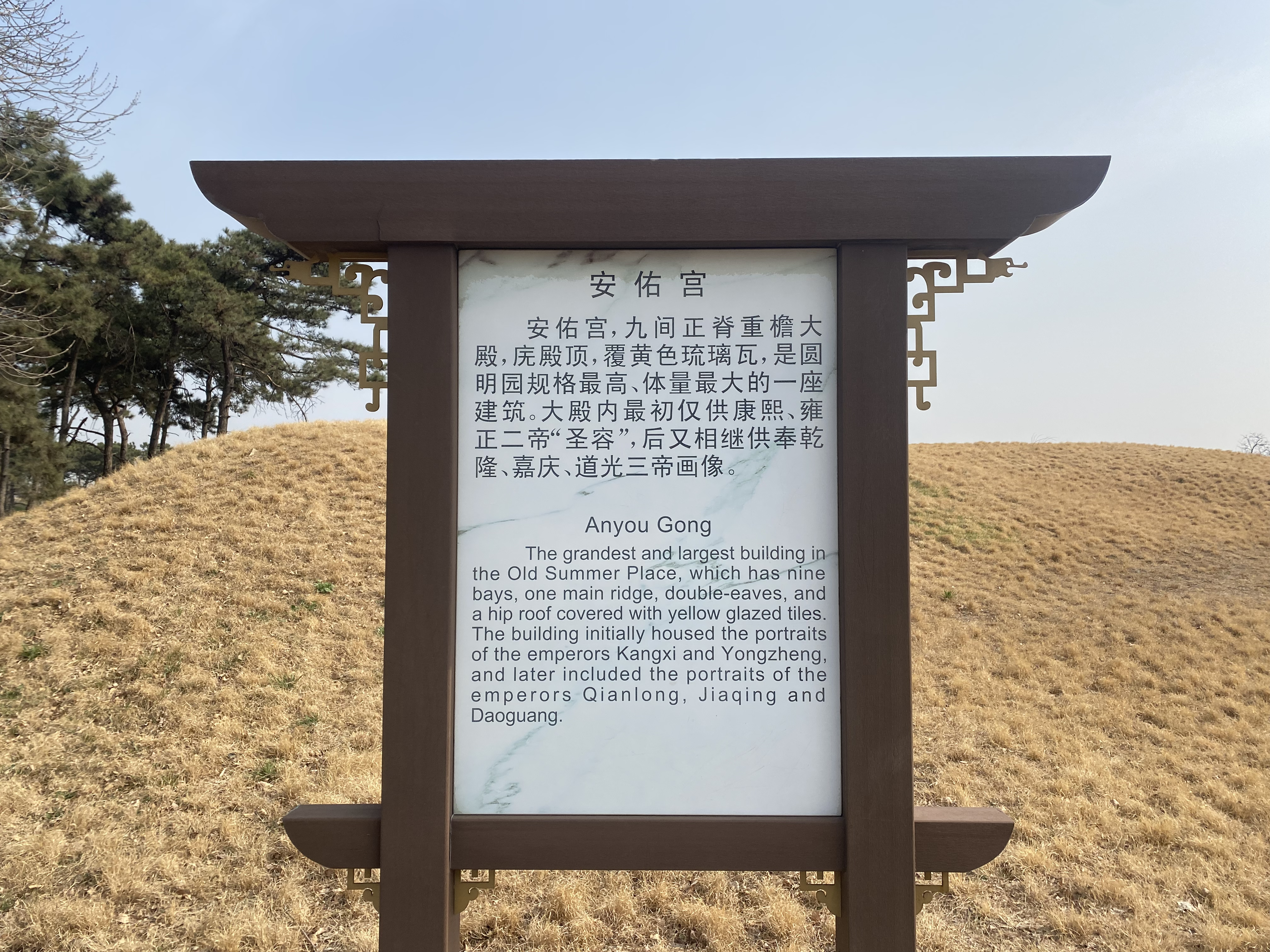